# Duh u močvari (soundtrack)
Duh u močvari  naziv je prvog autorskog albuma hrvatskoga skladatelja i glazbenika Dalibora Grubačevića s glazbom iz istoimenoga igranog filma. Album je u listopadu 2006. objavila diskografska kuća Croatia Records. Pjesmu "Ostvari san" na kraju filma pjeva Saša Lozar.

## Popis glazbenih brojeva
| 1.    | »Duh u Močvari – Naslovna tema«      | LS Studio orkestar | 2:03 |
| 2.    | »Halasz bježi od duha«               | LS Studio orkestar | 2:34 |
| 3.    | »Halasza odvode u bolnicu«           | LS Studio orkestar | 1:26 |
| 4.    | »Priča babe Etelke«                  | LS Studio orkestar | 1:54 |
| 5.    | »Osjećate li i vi da je netko tu?«   | LS Studio orkestar | 2:45 |
| 6.    | »Ruganje Farkašu i odlazak na otok«  | LS Studio orkestar | 1:32 |
| 7.    | »Djeca dolaze na otok (noć)«         | LS Studio orkestar | 1:33 |
| 8.    | »Digitalni fotoaparat«               | LS Studio orkestar | 1:13 |
| 9.    | »Kovačević puca na duha«             | LS Studio orkestar | 1:57 |
| 10.   | »Smiješne čizme i pronalazak čahure« | LS Studio orkestar | 1:32 |
| 11.   | »Zemunica«                           | LS Studio orkestar | 3:18 |
| 12.   | »Noćna potjera«                      | LS Studio orkestar | 2:20 |
| 13.   | »Dnevna potjera«                     | LS Studio orkestar | 3:06 |
| 14.   | »Dnevna potjera 2 (Kovačević)«       | LS Studio orkestar | 2:26 |
| 15.   | »Duh u močvari – Tema prijateljstva« | LS Studio orkestar | 2:46 |
| 16.   | »Otkrivanje Levaya«                  | LS Studio orkestar | 0:54 |
| 17.   | »Kovačević ulazi u "Zlatnu udicu"«   | LS Studio orkestar | 1:01 |
| 18.   | »Ostvari san«                        | Saša Lozar         | 3:14 |
| 37:34 |                                      |                    |      |

## Vanjske poveznice
- Discogs.com –  Dalibor Grubačević: Duh u močvari - originalna glazba iz filma (hrv.) (engl.)
- Duh u močvari u internetskoj bazi filmova IMDb-a (Film)
- Matica.hr – Irena Paulus: »Rijedak fenomen«  Arhivirana inačica izvorne stranice od 8. listopada 2014. (Wayback Machine) (recenzija)
- Popcorn.hr - Duh u močvari - soundtrack (recenzija)
- YouTube: Saša Lozar - Ostvari san